# Aston Villa FC in het seizoen 1994/95
Dit artikel beschrijft de prestaties van voetbalclub Aston Villa FC in het seizoen 1994/1995. Na 14 speeldagen ontsloeg de club trainer Ron Atkinson wegens tegenvallende resultaten. Na een 10 op 42 en tien wedstrijden zonder zege was het krediet van Atkinson opgebruikt. Brian Little, die zijn gehele spelerscarrière voor Aston Villa uitkwam, nam vanaf 25 november 1994 de taak als coach over van Atkinson. Aston Villa vermeed nipt een degradatie met een achttiende plaats nadat zestien duels verloren werden en vijftien keer werd gelijkgespeeld. Jeugdproduct Dwight Yorke werd ondanks de rampzalige campagne een zekerheid als centrumspits naast oudgediende Dean Saunders. 

## Spelerskern
| Rugnummer     | Naam             | Nationaliteit      | Geboortedatum | Bij de club sinds | Vorige club          |
| ------------- | ---------------- | ------------------ | ------------- | ----------------- | -------------------- |
| Keepers       |                  |                    |               |                   |                      |
| 1             | Nigel Spink      | Engeland           | 08-08-1958    | 1977              | Chelmsford City      |
| 13            | Mark Bosnich     | Australië          | 13-02-1972    | 1992              | Sydney United        |
| Verdedigers   |                  |                    |               |                   |                      |
| 2             | Earl Barrett     | Engeland           | 28-04-1967    | 1992              | Oldham Athletic      |
| 2             | Alan Wright      | Engeland           | 28-09-1971    | 1995              | Blackburn Rovers     |
| 3             | Steve Staunton   | Ierland            | 19-01-1969    | 1991              | Liverpool            |
| 4             | Shaun Teale      | Engeland           | 10-03-1964    | 1991              | AFC Bournemouth      |
| 5             | Paul McGrath     | Ierland            | 04-12-1959    | 1989              | Manchester United    |
| 15            | Phil King        | Engeland           | 28-12-1967    | 1994              | Notts County         |
| 16            | Ugo Ehiogu       | Engeland           | 03-11-1972    | 1991              | West Bromwich Albion |
| 20            | Bryan Small      | Engeland           | 15-11-1971    | 1990              | eigen jeugd          |
| 22            | Gary Charles     | Engeland           | 13-04-1970    | 1995              | Derby County         |
| Middenvelders |                  |                    |               |                   |                      |
| 6             | Kevin Richardson | Engeland           | 04-12-1962    | 1991              | Real Sociedad        |
| 7             | Ray Houghton     | Ierland            | 09-01-1962    | 1992              | Liverpool            |
| 11            | Andy Townsend    | Ierland            | 23-07-1963    | 1993              | Chelsea              |
| 12            | Nii Lamptey      | Ghana              | 10-12-1974    | gehuurd           | RSC Anderlecht       |
| 14            | Garry Parker     | Engeland           | 07-09-1965    | 1991              | Nottingham Forest    |
| 14            | Franz Carr       | Engeland           | 24-09-1966    | 1995              | Leicester City       |
| 17            | Ian Taylor       | Engeland           | 04-06-1968    | 1994              | Sheffield Wednesday  |
| Aanvallers    |                  |                    |               |                   |                      |
| 8             | John Fashanu     | Engeland           | 18-09-1962    | 1994              | Wimbledon            |
| 9             | Dean Saunders    | Wales              | 21-06-1964    | 1992              | Liverpool            |
| 10            | Dalian Atkinson  | Engeland           | 21-03-1968    | 1991              | Real Sociedad        |
| 18            | Dwight Yorke     | Trinidad en Tobago | 03-11-1971    | 1989              | eigen jeugd          |
| 19            | Graham Fenton    | Engeland           | 22-05-1974    | 1992              | eigen jeugd          |
| 22            | Guy Whittingham  | Engeland           | 10-11-1964    | 1993              | Portsmouth           |
| 25            | Tommy Johnson    | Engeland           | 15-01-1971    | 1995              | Derby County         |

- = Aanvoerder

### Manager
|         |                           |               |                                                             |
|         |                           |               |                                                             |
| Functie | Naam                      | Nationaliteit | Opmerking                                                   |
| Coach   | Ron Atkinson (foto boven) | Engeland      | ontslagen op 10 november 1994                               |
| Coach   | Brian Little (foto onder) | Engeland      | aangesteld op 25 november 1994 na interimperiode Jim Barron |

## Resultaten
Een overzicht van de competities waaraan Aston Villa in het seizoen 1994-1995 deelnam.
| Premier League | FA Cup       | League Cup   | UEFA Cup     |
| -------------- | ------------ | ------------ | ------------ |
|                |              |              |              |
| 18e            | Vierde ronde | Vierde ronde | Tweede ronde |

## Uitrustingen
Shirtsponsor: Müller (een Engels melkbedrijf) 

Sportmerk: Umbro

## Premier League

### Wedstrijden
| №  | Datum      | Wedstrijd                         | Uitslag | P  |
| -- | ---------- | --------------------------------- | ------- | -- |
| 1  | 20.08.1994 | Everton – Aston Villa             | 2–2     | 1  |
| 2  | 24.08.1994 | Aston Villa – Southampton         | 1–1     | 2  |
| 3  | 27.08.1994 | Aston Villa – Crystal Palace      | 1–1     | 3  |
| 4  | 29.08.1994 | Coventry City – Aston Villa       | 0–1     | 6  |
| 5  | 10.09.1994 | Aston Villa – Ipswich Town        | 2–0     | 9  |
| 6  | 17.09.1994 | West Ham United – Aston Villa     | 1–0     | 9  |
| 7  | 24.09.1994 | Blackburn Rovers – Aston Villa    | 3–1     | 9  |
| 8  | 01.10.1994 | Aston Villa – Newcastle United    | 0–2     | 9  |
| 9  | 08.10.1994 | Liverpool – Aston Villa           | 3–2     | 9  |
| 10 | 15.10.1994 | Aston Villa – Norwich City        | 1–1     | 10 |
| 11 | 22.10.1994 | Aston Villa – Nottingham Forest   | 0–2     | 10 |
| 12 | 29.10.1994 | Queens Park Rangers – Aston Villa | 2–0     | 10 |
| 13 | 06.11.1994 | Aston Villa – Manchester United   | 1–2     | 10 |
| 14 | 09.11.1994 | Wimbledon – Aston Villa           | 4–3     | 10 |
| 15 | 19.11.1994 | Tottenham Hotspur – Aston Villa   | 3–4     | 13 |
| 16 | 27.11.1994 | Aston Villa – Sheffield Wednesday | 1–1     | 14 |
| 17 | 03.12.1994 | Leicester City – Aston Villa      | 1–1     | 15 |
| 18 | 10.12.1994 | Aston Villa – Everton             | 0–0     | 16 |
| 19 | 19.12.1994 | Southampton – Aston Villa         | 2–1     | 16 |
| 20 | 26.12.1994 | Arsenal – Aston Villa             | 0–0     | 17 |
| 21 | 28.12.1994 | Aston Villa – Chelsea             | 3–0     | 20 |
| 22 | 31.12.1994 | Manchester City – Aston Villa     | 2–2     | 21 |
| 23 | 02.01.1995 | Aston Villa – Leeds United        | 0–0     | 22 |
| 24 | 14.01.1995 | Aston Villa – Queens Park Rangers | 2–1     | 25 |
| 25 | 21.01.1995 | Nottingham Forest – Aston Villa   | 1–2     | 28 |
| 26 | 25.01.1995 | Aston Villa – Tottenham Hotspur   | 1–0     | 31 |
| 27 | 04.02.1995 | Manchester United – Aston Villa   | 1–0     | 31 |
| 28 | 11.02.1995 | Aston Villa – Wimbledon           | 7–1     | 34 |
| 29 | 18.02.1995 | Sheffield Wednesday – Aston Villa | 1–2     | 37 |
| 30 | 22.02.1995 | Aston Villa – Leicester City      | 4–4     | 38 |
| 31 | 25.02.1995 | Newcastle United – Aston Villa    | 3–1     | 38 |
| 32 | 04.03.1995 | Aston Villa – Blackburn Rovers    | 0–1     | 38 |
| 33 | 06.03.1995 | Aston Villa – Coventry City       | 0–0     | 39 |
| 34 | 18.03.1995 | Aston Villa – West Ham United     | 0–2     | 39 |
| 35 | 01.04.1995 | Ipswich Town – Aston Villa        | 0–1     | 42 |
| 36 | 04.04.1995 | Crystal Palace – Aston Villa      | 0–0     | 43 |
| 37 | 15.04.1995 | Chelsea – Aston Villa             | 1–0     | 43 |
| 38 | 17.04.1995 | Aston Villa – Arsenal             | 0–4     | 43 |
| 39 | 29.04.1995 | Leeds United – Aston Villa        | 1–0     | 43 |
| 40 | 03.05.1995 | Aston Villa – Manchester City     | 1–1     | 44 |
| 41 | 06.05.1995 | Aston Villa – Liverpool           | 2–0     | 47 |
| 42 | 14.05.1995 | Norwich City – Aston Villa        | 1–1     | 48 |

### Eindstand
| №  | Club                | WG | W  | G  | V  | DV | DT | +/- | Punten |
| -- | ------------------- | -- | -- | -- | -- | -- | -- | --- | ------ |
|    | Blackburn Rovers    | 42 | 27 | 8  | 7  | 80 | 39 | +41 | 89     |
| 2  | Manchester United   | 42 | 26 | 10 | 6  | 77 | 28 | +49 | 88     |
| 3  | Nottingham Forest   | 42 | 22 | 11 | 9  | 72 | 43 | +29 | 77     |
| 4  | Liverpool           | 42 | 21 | 11 | 10 | 65 | 37 | +28 | 74     |
| 5  | Leeds United        | 42 | 20 | 13 | 9  | 59 | 38 | +21 | 73     |
| 6  | Newcastle United    | 42 | 20 | 12 | 10 | 67 | 47 | +20 | 72     |
| 7  | Tottenham Hotspur   | 42 | 16 | 14 | 12 | 66 | 58 | +8  | 62     |
| 8  | Queens Park Rangers | 42 | 17 | 9  | 16 | 61 | 59 | +2  | 60     |
| 9  | Wimbledon           | 42 | 15 | 11 | 16 | 48 | 65 | –17 | 56     |
| 10 | Southampton         | 42 | 12 | 18 | 12 | 61 | 63 | –2  | 54     |
| 11 | Chelsea             | 42 | 13 | 15 | 14 | 50 | 55 | –5  | 54     |
| 12 | Arsenal             | 42 | 13 | 12 | 17 | 52 | 49 | +3  | 51     |
| 13 | Sheffield Wednesday | 42 | 13 | 12 | 17 | 49 | 57 | –8  | 51     |
| 14 | West Ham United     | 42 | 13 | 11 | 18 | 44 | 48 | –4  | 50     |
| 15 | Everton             | 42 | 11 | 17 | 14 | 44 | 51 | –7  | 50     |
| 16 | Coventry City       | 42 | 12 | 14 | 16 | 44 | 62 | –18 | 50     |
| 17 | Manchester City     | 42 | 12 | 13 | 17 | 53 | 64 | –11 | 49     |
| 18 | Aston Villa         | 42 | 11 | 15 | 16 | 51 | 56 | –5  | 48     |
| 19 | Crystal Palace      | 42 | 11 | 12 | 19 | 34 | 49 | –15 | 45     |
| 20 | Norwich City        | 42 | 10 | 13 | 19 | 37 | 54 | –17 | 43     |
| 21 | Leicester City      | 42 | 6  | 11 | 25 | 45 | 80 | –35 | 29     |
| 22 | Ipswich Town        | 42 | 7  | 6  | 29 | 36 | 93 | –57 | 27     |

### Statistieken
Bijgaand een overzicht van de spelers van Aston Villa, die in het seizoen 1994/95 onder leiding van (interim-)trainers Ron Atkinson, Jim Barron en Brian Little speeltijd kregen in de Premier League, die voor het laatst bestond uit 42 wedstrijden.
| Naam             | Duels | Goal | Kreeg geel | Kreeg voor de tweede keer geel en dus rood | Weggestuurd |
| ---------------- | ----- | ---- | ---------- | ------------------------------------------ | ----------- |
| Paul McGrath     | 40    | 0    | 5          | 0                                          | 0           |
| Dean Saunders    | 39    | 15   | 2          | 0                                          | 0           |
| Ugo Ehiogu       | 39    | 3    | 7          | 0                                          | 0           |
| Dwight Yorke     | 37    | 6    | 3          | 0                                          | 0           |
| Steve Staunton   | 35    | 6    | 7          | 0                                          | 0           |
| Andy Townsend    | 32    | 1    | 7          | 1                                          | 1           |
| Mark Bosnich     | 30    | 0    | 3          | 0                                          | 1           |
| Shaun Teale      | 28    | 0    | 3          | 0                                          | 0           |
| Ray Houghton     | 26    | 1    | 1          | 0                                          | 0           |
| Earl Barrett     | 25    | 0    | 3          | 0                                          | 0           |
| Ian Taylor       | 22    | 1    | 2          | 0                                          | 0           |
| Kevin Richardson | 19    | 0    | 6          | 0                                          | 0           |
| Graham Fenton    | 17    | 2    | 4          | 0                                          | 0           |
| Dalian Atkinson  | 16    | 3    | 1          | 0                                          | 0           |
| Phil King        | 16    | 0    | 1          | 0                                          | 0           |
| Gary Charles     | 16    | 0    | 0          | 0                                          | 0           |
| Tommy Johnson    | 14    | 4    | 2          | 0                                          | 0           |
| Garry Parker     | 14    | 1    | 1          | 0                                          | 0           |
| John Fashanu     | 13    | 3    | 2          | 0                                          | 0           |
| Nigel Spink      | 13    | 0    | 0          | 0                                          | 0           |
| Alan Wright      | 8     | 0    | 0          | 0                                          | 0           |
| Guy Whittingham  | 7     | 2    | 0          | 0                                          | 0           |
| Nii Lamptey      | 6     | 0    | 2          | 0                                          | 0           |
| Bryan Small      | 5     | 0    | 1          | 0                                          | 0           |
| Franz Carr       | 2     | 0    | 0          | 0                                          | 0           |
| Chris Boden      | 1     | 0    | 0          | 0                                          | 0           |